# 波齐利
波齐利（義大利語：Pozzilli），是意大利伊塞尔尼亚省的一个市镇。总面积33平方公里，人口2346人，人口密度71.1人/平方公里（2009年）。ISTAT代码为094038。